# Джонатан Девіс
Дж́онатан Хів Д́евіс (англ. Jonathan HIV Davis, 18 січня 1971), також відомий як JD, JDevil, і J Devil — вокаліст американського мультиплатинового ню-метал-гурту «Korn».

## Біографія
Джонатан Девіс народився і виріс в Бейкерсфілді, Каліфорнія, де жив зі своїм батьком і названою матір'ю. Його батько мав власний музичний магазин і невелику звукозаписувальну студію. У п'ять років Джонатан почав вчитися грати на ударних. Під час навчання в школі навчився також грати на піаніно, волинці та інших музичних інструментах.
Девіс був останнім музикантом, що приєднався до Korn. Джеймс «Манкі» Шаффер та Браян «Хед» Велч помітили його, зайшовши на кілька хвилин у бар. Але, побачивши Девіса, що виступає разом зі своєю групою Sexart, вони вирішили залишитися і послухати весь концерт. Спочатку їм не сподобався голос Джонатана, однак потім Манкі та Хед запропонували Джонатану приєднатися до їх групи L.A.P.D.. Спочатку Джонатан не хотів йти з Sexart. Він проконсультувався у ворожки, щоб дізнатися, чи варто йому вступати в нову групу, і та сказала, що він буде ідіотом, якщо відмовиться. У ранні роки групи Джонатан часто одягався в тренувальні костюми Adidas, що, згодом, стало своєрідною «торговою маркою» для шанувальників групи.
Korn випустили свій перший однойменний альбом в 1994 році. Альбом досяг 72-го рядка в Billboard 200 через два роки. На сьогодні Korn випустили 9 студійних альбомів, отримали статус платинового диска на кожен альбом, за винятком нещодавно випущеного альбому Untitled.

## Особисте життя
Девіс є старшим зведеним братом Марка Чавеза, колишнього вокаліста Adema і Midnight Panic. Джонатан допомагав з розкручуванням другого альбому Adema, Unstable.
Девіс у дитинстві мав астму, і у п'ять років ледь не загинув через сильний напад. Девіс сказав в інтерв'ю 2004 року, що в той час він практично не виходив з лікарні. Надалі його астма стала минати, і він «…переріс її».
Першим справжнім музичним враженням Девіса була рок-опера Ендрю Ллойда Веббера «Ісус Христос — суперзірка». Ще в дитинстві Джонатан Девіс отримав у подарунок свою першу барабанну установку, що поклало початок його захоплення музикою, яке надалі виросло в заняття на все життя і професійну кар'єру вокаліста в Korn. Його улюбленими групами в дитинстві були Duran Duran і The Cure.
Девіс був двічі одружений. В 1998 році Джонатан одружився зі своєю шкільною подругою Рені Перез. Від їхнього шлюбу народився син, Натан Гаусмен Девіс (нар. 18 жовтня 1995), а проте Джонатан і Рені розлучилися 2000 року. 5 жовтня 2004, через десять років після виходу першого альбому Korn, Девіс знову одружився, з колишньою порноакторкою Девен Девіс, на Гаваях. Вони взяли участь у проєкті Playboy Cyber Club, в розділі «Зірки-фотографи» з Джонатаном за камерою, і Девен як моделлю. У 2005 народився другий син Джонатана, Пірат Гаусмен Девіс. 28 квітня 2007 народився третій син Девіса, Зеппелін Гаусмен Девіс.
Джонатан Девіс утримується від алкоголю та наркотиків з 22 серпня 1998 року. Девід Сільверія сказав на DVD Korn Deuce, що він пишається стриманістю Девіса.
Джонатан стверджує, що Untouchables — його улюблений альбом Korn, а «Do What They Say», «Hollow Life» і «Dirty» — його улюблені пісні.

## Обладнання
Найчастіше Джонатана Девіса можна помітити з ретельно зробленою мікрофонною стійкою, яка була спроєктована швейцарським художником Г. Р. Гігером для концертних виступів та відеокліпів.

## Акторська діяльність і розробка ігор
Джонатан Девіс зіграв кілька невеликих ролей у кінематографі. Його дебютною роллю стала роль спекулянта квитків у фільмі Королева проклятих (фільм). Девіс зіграв Рікі у фільмі Ліцензія на зраду, але його роль наркомана, який сидить на креку, була мізерно малою, і магазинного продавця в інді-фільмі Тихе життя (англ. The Still Life). Найбільш відома роль Джонатана Девіса в прийдешньому фільмі жахів Sin-Jin Smyth, в якому Девіс гратиме диявола. Також існує слух, що Девіс буде зніматися в новому фільмі жахів під назвою Робота (англ. Job), але ця інформація досі не підтвердилася.
Джонатан присутній у відеокліпах інших гуртів, як з Korn, так і поодинці. Він з'являвся разом з Korn в кліпах Limp Bizkit «Faith», Ice Cube «Fuck Dying» і в епізодичній ролі в кліпі Sugar Ray «Answer The Phone». Девіс з'явився поодинці в кліпах Limp Bizkit «Break Stuff», Videodrone «TY Jonathan Down» (Девіс також взяв участь у пісні), Cold «Give», Busta Rhymes «Fire», Infected Mushroom «Smashing the Opponent» (також брав участь у пісні).
Девіс почав розробляти, але скасував гру в жанрі файтинг з відомими музикантами — включаючи членів Limp Bizkit, Staind, Marilyn Manson, і самих Korn — як персонажів гри. Гра розроблялася під робочою назвою Шрами Популярності (англ. Pop Scars). Кожна знаменитість була перенесена в гру художником Марті Емондом (автор серії еротичних коміксів Sunglasses After Dark). Рівні гри були оздоблені різними пастками, які заважали супернику вести поєдинок. Хай там як, Pop Scars ніколи не просунеться далі технічних начерків, бо Джонатан Девіс скасував проєкт у 2004.

## Сольна кар'єра
У жовтні 2007, Джонатан Девіс анонсував майбутній перший сольний акустичний тур, що планується в листопаді 2007. Він заявив, що буде виконувати пісні з саундтреку до фільму Королева проклятих (Джонатан Девіс був одним з композиторів саундтреку), кавер-версії, рідкісні невипущені пісні, і найкращі хіти Korn. Продюсуванням туру займається Річард Гіббс. Концертна група Джонатана включає таких музикантів:
- Міхаель Жокум — перкусія
- Ліло Фадідас — гітара, уд (арабська лютня)
- Шейн Гібсон — гітара
- Майлз Мозелі — контрабас
- Зак Бейрд — клавішні
- Шенкар — скрипка

Реліз концертного CD/DVD призначений на 2008: Alone I Play CD/DVD.

## Додаткові факти
- У Джонатана є дві волинки, одну з яких йому подарував дід, а іншу він купив сам.
- На руці у Джонатана є татуювання з літерами HIV (абревіатура, що означає ВІЛ). Всупереч чуткам, татуювання не має відношення ні до однойменного вірусу, ні до СНІДу, а є старим прізвиськом Джонатана.
- Після школи Джонатан Девіс влаштувався працювати асистентом в місцевий морг. "Я подумав, що це круто — щодня бачити та різати мертві тіла. Ніколи не забуду той звук, який видає скальпель при розтині…".
- Якщо перекласти ім'я Джонатана на іврит, то воно буде означати «подарунок божий».
- У Джонатана алергія на собак, кішок, пил, траву і на багато чого іншого.
- Джонатану було 3 роки, коли його батьки розлучилися.
- Мати Джонатана була акторкою.
- Улюблені гурти Джонатана: A Flock of Seagulls, Missing persons, Duran Duran.
- Улюблена пісня Джонатана — «The Chauffeur» (Duran Duran).
- Джонатан, окрім Korn, також раніше виступав в гурті Bako.
- Схлипування в кінці пісні «Daddy» — це емоційний зрив Джонатана. Коли Korn вперше (і востаннє) виконували пісню «Daddy» на сцені, Джонатан втратив свідомість (знепритомнів).
- Брав участь у запису треку 1stp Klosr для альбому Reanimation гурту Linkin Park.